# Ona Šimaitė

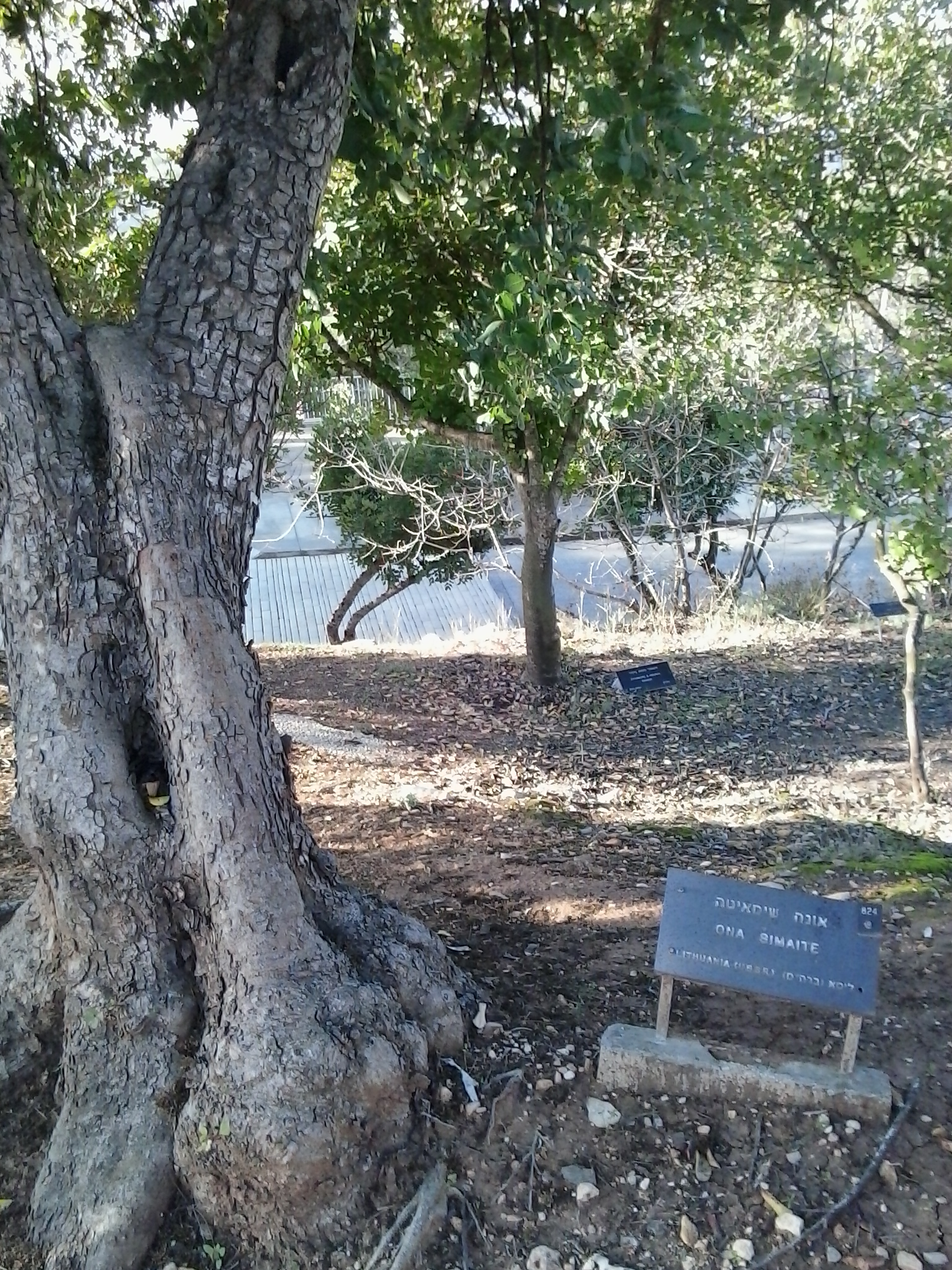
Drzewo poświęcone O. Šimaitė w Jad Waszem

Ona Šimaitė (ur. 6 stycznia 1894 w Okmianach, zm. 17 stycznia 1970) – litewska pisarka i bibliotekarka, która wykorzystała fakt pracy na Uniwersytecie Wileńskim, by ratować Żydów z getta w Wilnie. Została uznana za Sprawiedliwą wśród Narodów Świata.

## Życiorys
Przyszła na świat w biednej rodzinie. W wieku 8 lat wyjechała z rodzicami do Rygi, gdzie ukończyła szkołę podstawową i gimnazjum. Wraz z wybuchem I wojny światowej rodzina ewakuowała się do Rosji.
W latach 1914–1919 studiowała pedagogikę na Uniwersytecie Moskiewskim. Uczęszczała na wykłady na Wydziale Prawa. Pracowała jako wychowawczyni bezdomnych dzieci w różnych placówkach pedagogicznych.
Choć była gorliwą katoliczką, m.in. w wyniku wydarzeń w Rosji porzuciła wiarę. Określała się jako ateistka i anarchistka.
W 1922 wróciła na Litwę. Zamieszkała w Kownie. W latach 1922–1924 pracowała jako nauczycielka w żydowskiej szkole podstawowej.
W 1924 rozpoczęła studia humanistyczne na Uniwersytecie Kowieńskim. Przyjaźniła się z lewicowymi pisarzami lewicowymi, m.in. z Kazysem Borutą.
W latach 1922–1937 z krótkimi przerwami pracowała jako tłumaczka w ambasadzie ZSRR w Kownie. W 1937 pracowała w Bibliotece Abelisa Balošerisa, później w czytelni-bibliotece Litewskiego Towarzystwa Dziecięcego, natomiast w latach 1938–1940 w bibliotece Uniwersytetu Wileńskiego. W 1940 zamieszkała w Wilnie. Zajmowała się m.in. katalogowaniem książek, była kierowniczką Działu Starych Druków. W 1941 została przeniesiona do Litewskiego Seminarium Duchownego Uniwersytetu Wileńskiego.
Była członkinią Stowarzyszenia Bibliotekarzy Litewskich.

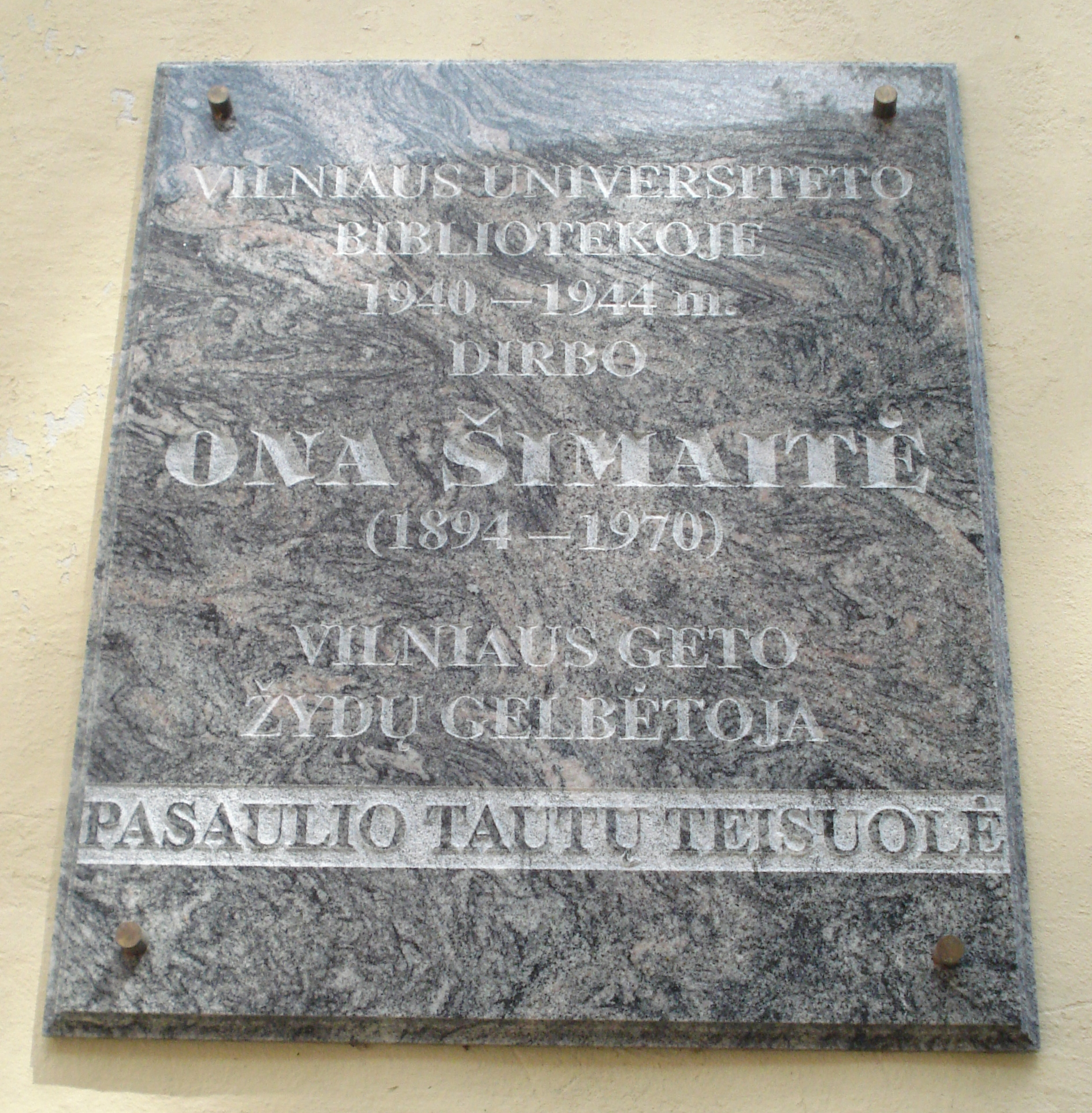
Tablica ku pamięci O. Šimaitė (1894-1970) na ścianie jednego z budynków Uniwersytetu Wileńskiego

W czasie niemieckiej okupacji wspierała materialnie mieszkańców getta wileńskiego, urządzała zbiórki pieniędzy na pomoc Żydom, pomagała w wyrabianiu dokumentów, szmuglowała jedzenie, lekarstwa i broń, organizowała ucieczki z getta, ukrywała Żydów (m.in. Tanię Wachsman, którą – za zgodą władz uczelni – ukryła w Bibliotece Uniwersytetu Wileńskiego) i organizowała dla nich schronienie w domach przyjaciół i znajomych. Przez prawie dwa lata (od września 1941 do kwietnia 1943) działała na terenie getta. Miała pozwolenie na poruszanie się po jego terytorium, szukając książek, których nie zwrócono do Biblioteki Uniwersytetu Wileńskiego. Przyczyniła się do ocalenia żydowskich książek, dokumentów archiwalnych, rękopisów. Uratowała najważniejsze pisma żydowskiego klasyka Icchoka Lejby Pereca, pieśni stworzone przez poetę Abrahama Suckewera, artykuły żydowskich historyków o getcie oraz inne cenne dokumenty, które ukryto na Uniwersytecie Wileńskim. W latach 1941–1943 w schronie urządzonym na terenie Litewskiego Seminarium Duchownego Uniwersytetu Wileńskiego przechowywała ok. 200 listów od Żydów z getta wileńskiego. Swoje działania tłumaczyła miłością do kultury żydowskiej i tym, że nie mogła nie interweniować, widząc cierpienie Żydów. Zainspirowana była również postawą dziadka, z którym mieszkała przez pierwsze 8 lat życia, a który był wielkim przyjacielem Żydów.
Za pomoc Żydom z getta wileńskiego 28 kwietnia 1944 została aresztowana pod zarzutem ukrywania Żydów. Przeszukując mieszkanie, skonfiskowano żydowskie książki, inkunabuły, stare fotografie, wspomnienia, archiwa i rękopisy. Następnie była torturowana, ale nikogo nie wydała. Nie zapisywała adresów ani nazwisk, starała się wszystkie zapamiętać. W kwietniu została skazana na śmierć. Rektor Uniwersytetu Wileńskiego Mykolas Biržiška przekupił niemieckich urzędników i kara śmierci została zamieniona na obóz koncentracyjny. Najpierw trafiła do Prawieniszek. Potem przez cztery miesiące przebywała w obozach koncentracyjnych w Dachau i Leudelange. Niewiele mówiła o pobycie w obozie koncentracyjnym, a niektórzy badacze wątpią, że tam była.
Po wyzwoleniu obozu w Leudelange we wrześniu 1944 nie wróciła na Litwę. Ciężko chora, wraz z innymi więźniami uwolnionymi przez amerykańskich żołnierzy, znalazła się w obozie dla internowanych w La Courtine w Nowej Akwitanii. Potem pracowała w zmywalni i stołówce w Tuluzie, a po przeprowadzce do Paryża, w którym mieszkała do 1953, zarabiała na praniu i szyciu lalek. Wreszcie dostała pracę w bibliotece. Pobierała niewielki zasiłek, rekompensatę za czas spędzony w obozie koncentracyjnym, o który aplikowała za namową znajomych. Pracowała w bibliotekach prywatnych. Utrzymywała kontakty z najważniejszymi bibliotekami litewskimi i światowymi. Dzięki temu sprowadzała do Paryża książki wydane na Litwie, a na Uniwersytet Wileński i do Litewskiej Biblioteki Narodowej wysłała publikacje głównie w języku francuskim i inne materiały.
W latach 1953–1956 mieszkała w Petach Tikwa w Izraelu, dokąd przyjechała na zaproszenie uratowanej przez siebie Tanii Wachsman. W 1956 powróciła do Paryża. Ostatnie lata życia spędziła w schronisku dla starców w Corme pod Paryżem. Nie ma jej grobu, ponieważ – zgodnie z jej życzeniem – ciało przekazano na cele badań dla studentów medycyny.
Nie wyszła za mąż, nie miała dzieci. Mówiła po litewsku, polsku, rosyjsku, francusku, niemiecku i trochę po hebrajsku.

## Odznaczenia
W dniu 15 marca 1966 Instytut Jad Waszem z siedzibą w Jerozolimie nadał O. Šimaitė, jednej z pierwszych Litwinów, tytuł Sprawiedliwego wśród Narodów Świata. Wedle jednej z argentyńskich gazet (relacja z 1963) udało się jej uratować życie ok. 100 żydowskich dzieci, ale dokładna ich liczba nie jest znana.
W 2002 Dekretem Prezydenta Republiki Litewskiej została pośmiertnie odznaczona Krzyżem Zbawienia Umierających.

## Spuścizna literacka
W latach 1940–1941 publikowała w „Głosie Wileńskim”.
Po wojnie tłumaczyła książki, pisała recenzje, artykuły, listy, pamiętniki. Napisała wspomnienia o litewskich pisarzach, opisała korespondencję z mieszkańcami getta wileńskiego, przygotowała publikacje o Litwinach i Żydach w czasie okupacji niemieckiej. Pomagała w zbieraniu materiałów do zbioru poezji Jurgisa Baltrušaitisa Poezja. Za granicą zbierała i wysyłała na Litwę materiały do bibliografii Mikalojusa Konstantinasa Čiurlionisa.
Pisała o getcie wileńskim w prasie żydowskiej we Francji, Izraelu, USA, Argentynie i RPA. W latach 1953–1969 odbyła szereg spotkań z Żydami ocalałymi z Holocaustu, z których spisała notatki.
W Litewskiej Narodowej Bibliotece M. Mažvydasa, Centralnej Bibliotece Akademii Nauk, w bibliotece Uniwersytetu Wileńskiego, w Litewskim Archiwum Literatury i Sztuki oraz w Państwowym Muzeum Żydowskiem Gaon w Wilnie przechowywane są jej listy i pamiętniki.

## Upamiętnienie
W 1966 w Alei Sprawiedliwych Jad Waszem zasadzono drzewo ku jej pamięci.
W dniu 9 kwietnia 2004 na jednym z budynków Uniwersytetu Wileńskiego odsłonięto tablicę pamiątkową poświęconą O. Šimaitė.
W 2013 ulicę w pobliżu wileńskiego seminarium duchownego w Wilnie nazwano jej imieniem. W 2015 dawną ulicę Kūdrų w centrum miasta nazwano jej imieniem, bo społeczność żydowska nie była zawodolona z faktu, że ulica imienia Šimaitė jest poza centrum miasta.
W 2019 w Wilnie na ścianie domu, w którym mieszkała, odsłonięto tablicę pamiątkową. W tym samym roku Biblioteka Miejska w Okmianach została nazwana jej imieniem.